# كريس هيوستن
كريس هيوستن (بالإنجليزية: Chris Huston)‏ هو مهندس ومنتج أسطوانات وملحن ومهندس الصوت بريطاني، ولد في 25 يونيو 1943.

## وصلات خارجية
- كريس هيوستن على موقع IMDb (الإنجليزية)
- كريس هيوستن على موقع ميوزك برينز (الإنجليزية)
- كريس هيوستن على موقع ديسكوغز (الإنجليزية)